# Тюлюков, Кирилл Владимирович
Кирилл Владимирович Тюлюков (11 апреля 2001, Нижний Новгород) — российский фехтовальщик-саблист, бронзовый призёр чемпионата Европы 2025 года. Мастер спорта России международного класса.

## Биография
Кирилл Тюлюков родился 11 апреля 2001 года в Нижнем Новгороде. Фехтованием начал заниматься в 2012 году у тренера Вадима Карпычева.
В 2017 году дебютировал на взрослом чемпионате России, где стал 9-м в командных и 66-м в личных соревнованиях.
В 2019 году Тюлюков в составе сборной страны выиграл бронзу чемпионата Европы и серебро чемпионата мира среди юниоров в командных соревнованиях. В следующем году выиграл два подряд этапа юниорского Кубка мира и первенство России, после чего завоевал бронзу в индивидуальном зачёте чемпионата Европы среди юниоров.
В апреле 2021 года выиграл золотую медаль на чемпионате мира среди кадетов, через две недели стал бронзовым призёром взрослого чемпионата России. Первое золото национального чемпионата Тюлюков выиграл на турнире 2022 года.
В 2024 году на Играх стран БРИКС стал серебряным призёром в индивидуальных соревнованиях, а в командных в составе сборной России выиграл золото.
На чемпионате Европы 2025 года Кирилл в составе сборной страны, в нейтральном статусе, выиграл бронзовую медаль в командной сабле.